# Kriegerdenkmal Schierau

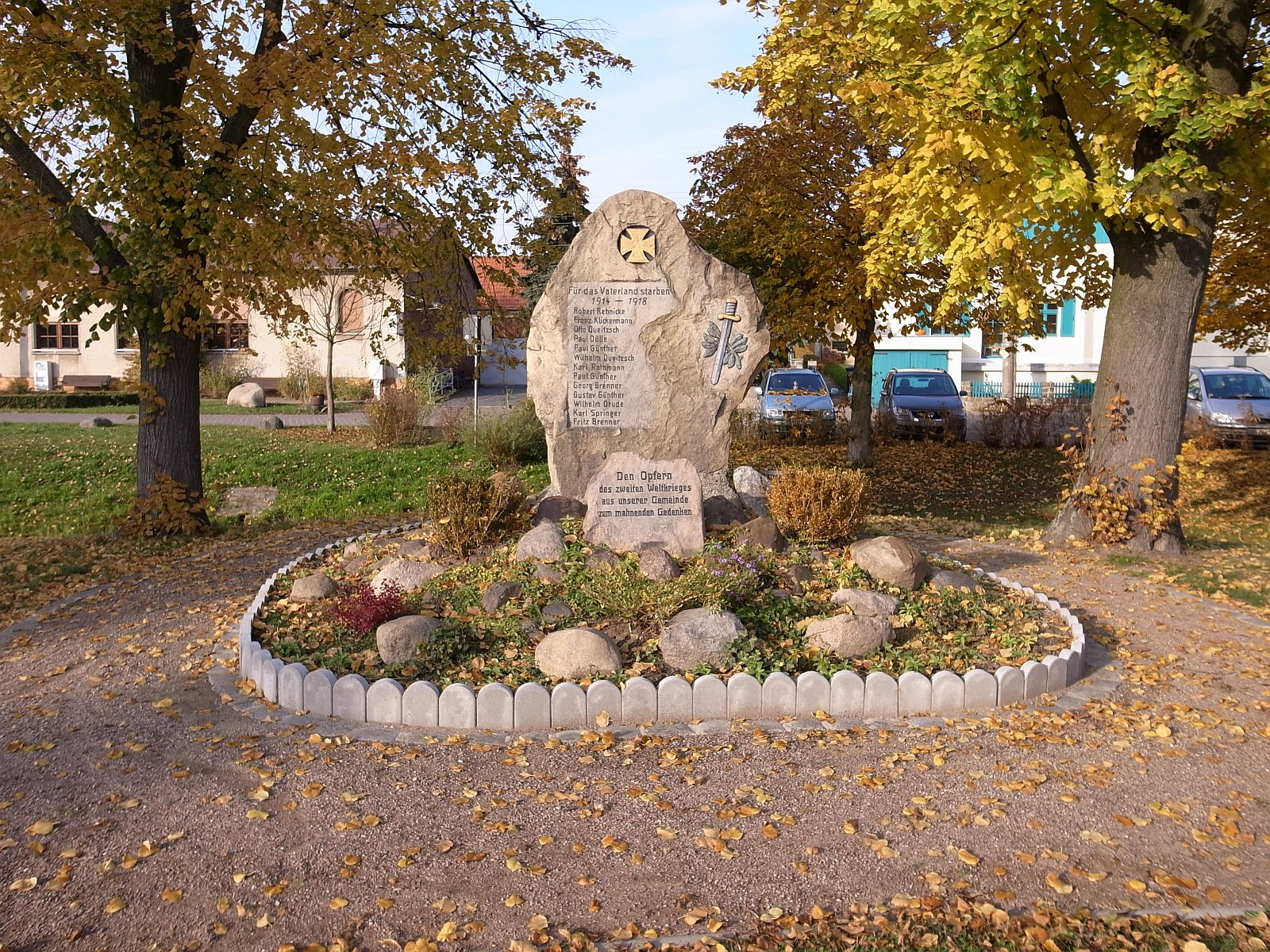
Das Kriegerdenkmal auf dem Dorfplatz von Schierau

Das Kriegerdenkmal Schierau ist ein denkmalgeschütztes Kriegerdenkmal in Schierau (Landkreis Anhalt-Bitterfeld).
Im örtlichen Denkmalverzeichnis ist es mit der Erfassungsnummer 094 80977 als Baudenkmal verzeichnet.
Der auch Kriegerstein genannte aufrecht stehende Findling wurde in den 1920er Jahren auf dem Dorfplatz errichtet. Er erinnert an jene 13 aus der Gemeinde stammenden Männer, die als Soldaten im Ersten Weltkrieg (1914–1918) gefallen waren. Unter einem Eisernen Kreuz sind in einem Feld die Namen der Gefallenen eingraviert. Daneben ein Schwert über einem Eichenblatt.
Nach Ende des Zweiten Weltkriegs (1939–1945) wurde vor dem Stein eine Gedenktafel aufgestellt, die zusätzlich an die Opfer dieses Krieges erinnert.
Die Inschriften lauten:
| Stein Für das Vaterland starben 1914 – 1918 Robert Rebnicke Franz Klickermann Otto Queitzsch Paul Dölle Paul Günther Wilhelm Queitzsch Karl Rathmann Paul Günther Georg Brenner Gustav Günther Wilhelm Drude Karl Springer Fritz Brenner | Tafel Den Opfern des Zweiten Weltkrieges aus unserer Gemeinde zum mahnenden Gedenken |